# 耶尼傑柯伊
耶尼傑柯伊是土耳其的城鎮，位於該國西北部，由布爾薩省負責管轄，距離首府布爾薩以東40公里，海拔高度380米，大量移民在二十世紀初從保加利亞、希臘和格魯吉亞移居該鎮，2011年人口11,338。
40°05′N 29°25′E / 40.083°N 29.417°E